# Bucheggberg
Der Bucheggberg, bei den Einheimischen Buechibärg genannt (ue wird als Diphthong mit Betonung auf dem u ausgesprochen), ist ein Molassehügelland im Schweizer Mittelland. Er liegt südwestlich der Stadt Solothurn und zum grössten Teil im Schweizer Kanton Solothurn.
Die höchste Erhebung befindet sich mit 672 m ü. M. auf dem Flüeli südlich von Biezwil 598635 / 217280. Das Hügelland erstreckt sich über einen Raum in den Kantonen Solothurn und Bern, umfasst grosse Teile des solothurnischen Bezirks Bucheggberg und angrenzende Abschnitte des bernischen Amtsbezirks Büren. Es liegt nahe am Jurasüdfuss.

## Geographie
Die Hügellandschaft des Bucheggberges stösst im Süden an das Limpachtal, im Osten an die Schwemmebene der Emme und im Norden an das breite Tal der Aare. Gegen Südwesten ist die Abgrenzung unscharf. Der Raum des Bucheggbergs geht hier bis etwa auf die Linie Dotzigen-Diessbach bei Büren-Scheunenberg-Wengi bei Büren. Am Westrand des Limpachtals vereinigen sich die Hügelzonen des Bucheggbergs und des Rapperswiler Plateaus bei Grossaffoltern.
Insgesamt erstreckt sich der Bucheggberg über eine Länge von ungefähr 17 km in Richtung Westsüdwest-Ostnordost. Seine maximale Breite zwischen Arch und Unterramsern misst rund 7 km.
Durch das Tal des Biberenbachs, eines linken Seitenbachs der Emme, und die Senke, die sich von Gossliwil nach Südwesten über Oberwil bei Büren und Schnottwil fortsetzt, ist die Hügellandschaft in einen nördlichen und einen südlichen Teil gegliedert. Der nördliche Abschnitt ist gekennzeichnet durch gerundete Kuppen mit ausgedehnten Wäldern, die gegen Norden sanft zu den Dörfern am Rand des Aaretals hin abfallen. Es sind dies von Nordosten nach Südwesten der Oberwald (564 m ü. M.), der Lärchenberg (568 m ü. M.) mit dem Leuzigewald, der Rütiwald (567 m ü. M.) und der Eichwald (507 m ü. M.). Etwas isoliert – und ausserhalb des Bezirks Bucheggberg – steht im Westen, zwischen Büren an der Aare und Dotzigen, der frei stehende Hügel mit den Bezeichnungen Städtiberg im Nordosten und Dotzigeberg im Südwesten (596 m ü. M.).
Der südliche Abschnitt des Bucheggbergs umfasst eine durchschnittlich auf 600 m ü. M. gelegene, leicht gewellte Hochfläche mit zahlreichen kleinen Bauerndörfern. Zu den höchsten Erhebungen zählen hier das Flüeli (672 m ü. M.), der Hubel (654 m ü. M.), der Horad (657 m ü. M.), der Chalgen (664 m ü. M.) und der Schöniberg (657 m ü. M.). Mit einem 100 bis 150 m hohen, dicht bewaldeten Steilhang fällt der Bucheggberg gegen Süden zum Limpachtal ab.
Entwässert wird der Bucheggberg durch den Biberenbach und seinen Zufluss Mülibach nach Osten zur Emme hin, durch den Rütibach nach Norden zur Aare und durch den Eichibach nach Westen zur Alten Aare. Gegen Süden zum Limpach fliessen nur einige kurze Rinnsale aus den kleinen Erosionstälern am Südrand der Hochebene. Mehrere dieser Seitenbäche fliessen nicht mehr offen zum Limpach, sondern sind heute in der entwässerten Ebene eingedolt.

## Geologie
Der Bucheggberg besteht zur Hauptsache aus tertiärem Molassesandstein. Während des Tertiärs stiess, bedingt durch tektonische Hebungen und Senkungen, mehrmals ein Meeresarm in das Schweizer Mittelland vor. Am Bucheggberg findet man Gesteinsschichten der Unteren Süsswassermolasse (vor rund 30 bis 22 Millionen Jahren) und der Oberen Meeresmolasse (vor rund 22 bis 16 Millionen Jahren). Flüsse aus den Alpen lagerten zu jener Zeit grosse Mengen Abtragungsschutt im Becken des Mittellandes ab. Da das Gebiet des Bucheggberges relativ weit von den Alpen entfernt liegt, zeigen die Sedimente meist sehr geringe Korndurchmesser (gröbere Korngrössen wurden aufgrund der gravitativen Sedimentation näher an den Alpen abgelagert). Diese Sande wurden im Lauf der Zeit zu Sandstein verfestigt. Besonders in den Schichten der Oberen Meeresmolasse sind Muscheln und versteinerte Schnecken zu finden.
Im Pleistozän wurde das Gebiet des Bucheggberges mehrmals von den weit ins Mittelland vorstossenden Gletschern modelliert und überprägt. Während der Hochstadien der Eiszeiten lag der Bucheggberg jeweils unter einer mehrere 100 m dicken Eisschicht des Rhonegletschers. Dadurch wurde das Gebiet von einer Grundmoränenschicht überdeckt. Noch heute zeugen verschiedene Erratische Blöcke in den Wäldern des Bucheggberges von der einstigen Eisbedeckung.

## Ortschaften
Auf den Hochflächen des südlichen Teils des Bucheggberges gibt es zahlreiche kleine Bauerndörfer (meist mit weniger als 300 Einwohnern), während die Höhen des nördlichen Teils stark bewaldet und kaum besiedelt sind. Grössere Siedlungen befinden sich am Rand der Hügellandschaft, nämlich Solothurn, Zuchwil, Biberist und Büren an der Aare.
In der Landschaft des Bucheggbergs liegen fast alle Ortschaften des politischen Bezirks Bucheggberg. Nur die solothurnischen Dörfer Messen und Brunnenthal befinden sich ausserhalb der Hügelzone auf der Südseite des Limpachtals. Die politische Gemeinde Messen umfasst seit der Fusion von vier früheren Gemeinden auch einen Abschnitt am Südrand des Bucheggbergs, auf der linken Seite des Limpachs, mit den Dörfern Balm bei Messen und Oberramsern.
Durch mehrere Gemeindezusammenschlüsse in den letzten Jahrzehnten verminderte sich die Zahl der politischen Gemeinden im Bezirk Bucheggberg um 16 Einheiten auf heute noch sieben Gemeinden: Biezwil, Buchegg, Lüsslingen-Nennigkofen, Lüterkofen-Ichertswil, Messen, Schnottwil und Unterramsern.
Zur gesamten geographischen Hügelzone südlich von Solothurn sind auch das Areal der Gemeinde Lohn-Ammannsegg, der nördlich der Emme liegende Bereich des Gemeindegebiets von Biberist und ein Teil von Zuchwil zu rechnen, die alle im solothurnischen Bezirk Wasseramt liegen.
Auf der Ostseite nimmt die bernische Gemeinde Bätterkinden mit dem Areal des Ortsteils Kräiligen einen Bereich des Bucheggbergs ein. Diese Stelle des Kantons Bern zieht sich über den Hügelzug des Altisbergs bis an den Biberenbach hin. Auf dem Gemeindegebiet von Bätterkinden liegen die Einmündung des Mülibachs in den Biberenbach und die Mündung des Limpachs in die Emme. Zu Bätterkinden gehört ausserdem die steile Geländekante des Altisbergs über der Emme bis hin zur Kantonsgrenze bei Gerlafingen. Dieser Abhang bildet die hier markante landschaftliche Grenze des Bucheggbergs.
Im nordwestlichen Abschnitt der Hügellandschaft des Bucheggbergs liegen auf den Moränenstufen am Rand des Aaretales die bernischen Gemeinden Leuzigen, Arch und Rüti bei Büren und im Tal des Rütibachs die Gemeinde Oberwil bei Büren.

## Wirtschaft
Die Gemeinden des Bucheggberges leben vor allem von der Landwirtschaft, der Forstwirtschaft und dem lokalen Kleingewerbe. Die fruchtbaren Böden werden landwirtschaftlich intensiv genutzt, auf den Hochflächen wird Ackerbau, Obstbau und Viehzucht betrieben. Am nördlichen Rand des Hügellandes werden einige Kies- und Lehmgruben ausgebeutet. In der frühen Neuzeit wurde bei Leuzigen Tuffstein abgebaut. Bei Messen lag ein Steinbruch, der Mühlsteine lieferte.
Industrie gibt es nur in den Gemeinden der Randzone des Bucheggberges. In den letzten Jahrzehnten haben sich die Ortschaften immer mehr zu Wohngemeinden entwickelt. Viele Erwerbstätige erreichen als Pendler die Arbeitsstellen in den umliegenden grösseren Ortschaften.

## Verkehr
Die Ortschaften des Bucheggberges sind durch ein Netz von Lokalstrassen verbunden. Regionale Bedeutung haben die Strassen von Solothurn über Büren an der Aare nach Lyss und Aarberg und von Lengnau via Büren an der Aare und Schnottwil nach Zollikofen und Bern. Verschiedene Buslinien binden die Dörfer auf dem Bucheggberg an das Netz des öffentlichen Verkehrs an.
Auf der Eisenbahnlinie Solothurn–Lyss ist der Bahnverkehr zwischen Solothurn und Büren an der Aare seit 1994 stillgelegt.
Die Autobahn A5 führt auf der Strecke vom Birchitunnel bis Leuzigen durch das Gebiet des Bucheggbergs. Auf diesem Abschnitt liegen die Autobahnauffahrt Solothurn-Süd und die Verzweigung Solothurn-West. Bei Arch überquert die Autobahn die Aare mit einer grossen, 1998 gebauten Schrägseilbrücke.
Im Bereich des Bucheggberges führen vier Strassenbrücken über die Aare: die Betonbrücke der Westumfahrung von Solothurn, die Autobahnbrücke, die Strassenbrücke von Arch und die alte Holzbrücke von Büren an der Aare.
Die Ortschaften an der Aare sind auf dem Fluss mit den Schiffen der Bielersee-Schifffahrts-Gesellschaft erreichbar.

## Geschichte

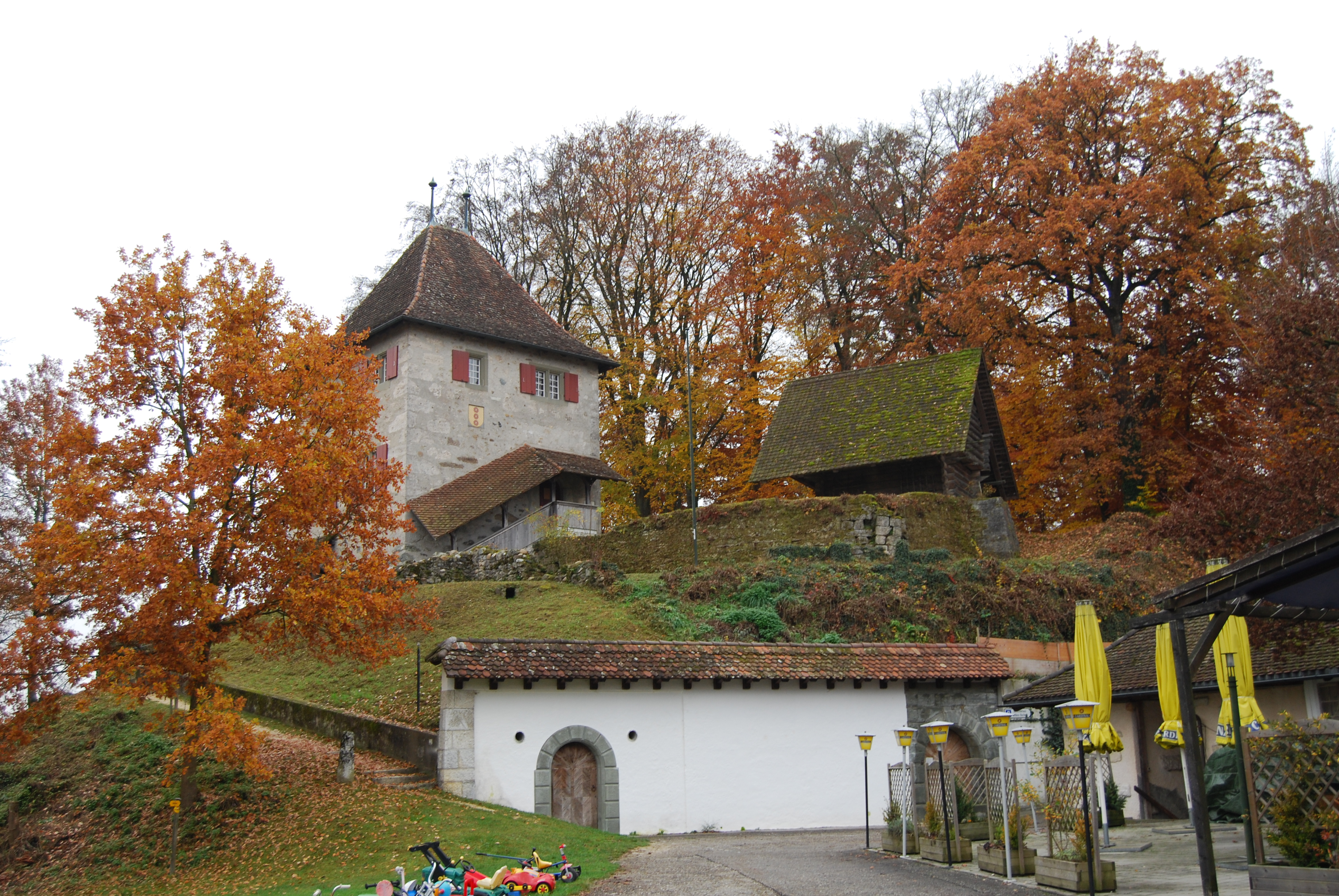
Die Burg Schloss Buchegg in Kyburg

Einzelne Funde aus dem Neolithikum belegen, dass der Bucheggberg bereits sehr früh besiedelt war. Auch aus der Römerzeit sind verschiedene Mauerfundamente und Kleinfunde erhalten.
Im Frühmittelalter stand auf einem Hügel im heutigen Rütiwald die grosse Anlage der Teufelsburg.
Als erste Ortschaften des Bucheggberges wurden Aetigkofen und Hessigkofen jeweils im Jahre 1034 erstmals urkundlich erwähnt. Die meisten anderen Gemeindenamen erscheinen im 12. und vor allem im 13. Jahrhundert zum ersten Mal in den Urkunden. Das Gebiet war im Mittelalter Teil der Landgrafschaft Burgund. Der heute solothurnische Teil unterstand den Grafen von Buchegg, die seit dem 12. Jahrhundert ihren Stammsitz an der Stelle des heutigen Schlosses Buchegg hatten. 1391 geriet die Herrschaft Buchegg durch Kauf an Solothurn und wurde anschliessend in die Vogtei Bucheggberg umgewandelt, die bis zum Ende des Ancien Régime (1798) Bestand hatte und heute den Bezirk Bucheggberg bildet. Der jetzige bernische Teil gehörte bis im 14. Jahrhundert zur Herrschaft der Grafen von Strassberg, deren Sitz sich in Büren an der Aare befand. 1393 kam das Gebiet an Bern und gehörte fortan zur Landvogtei Büren und seit 1803 zum Oberamt (bzw. Amtsbezirk) Büren.

## Kulturgeschichte
Der Bezirk Bucheggberg übernahm im 16. Jahrhundert entgegen der Entwicklung im Mutterkanton und im Gleichklang mit dem Kanton Bern die Ideen der Reformation. Noch heute sind die recht zahlreichen katholischen Feiertage im Bucheggberg juristisch keine arbeitsfreien Tage. Faktisch allerdings ist es so, dass ein grosser Teil der erwerbstätigen Bucheggberger Bevölkerung in den benachbarten Bezirken Solothurn, Wasseramt und Lebern arbeitet und damit trotzdem in den Genuss von Feiertagen kommt.